# No More Rain
No More Rain (español: No más lluvia) es una canción de género pop, dance y balada, interpretado por la cantante australiana Kylie Minogue para su álbum de estudio, X. La música refleja los momentos más emocionales de la cantante durante su enfermedad de cáncer de mama. Minogue tuvo que luchar para que esta canción fuera incluida en su álbum de estudio.

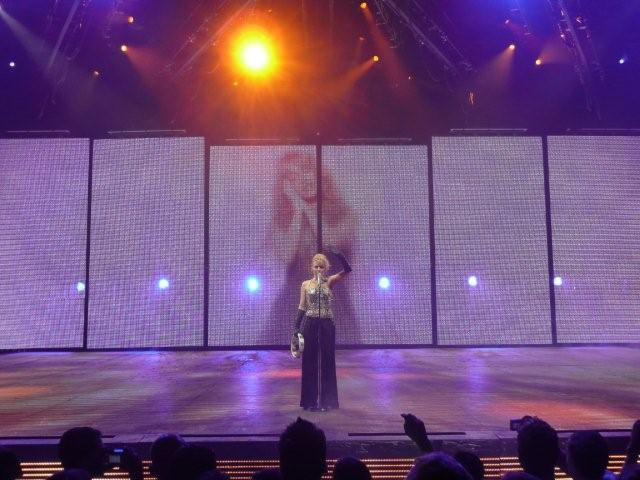
No More Rain siendo interpretado en la gira promocional KylieX2008.